# Bayerischer Baseball- und Softball-Verband
Der Bayerische Baseball- und Softball-Verband (BBSV) ist der für Bayern zuständige Landesverband des Deutschen Baseball und Softball Verbandes (DBV). In ihm sind ca. 60 Baseball- und Softballvereine organisiert. Gegründet wurde der BBSV 1986 in Ingolstadt; Vereinssitz ist seit 2021 Regensburg.

## Spielbetrieb
Der BBSV ist für die Organisation des Spielbetriebs unterhalb der drei DBV-Ligen zuständig.
Ligastruktur Baseball:
- Bayernliga Baseball
- Landesliga Baseball (Nord, Südwest, Südost)
- Landesklasse Baseball (Nord, Mitte/Süd)
- Junioren Baseball (U18)
- Jugend Baseball (U15)
- Schüler Live Pitch (U12)
- Schüler Coach Pitch (U10)
- Kinder Teeball (U8)

Ligastruktur Softball:
- Bayernliga Softball
- Landesliga Softball
- Mixed-Softball (siehe auch Mixed Softball Champions League)
- Juniorinnen Softball (U19)
- Jugend Softball (U16)
- Schüler Softball (U13)

## Vereine
- Allershausen Fireballs (ALL)
- Aschaffenburg Mohawks (ABM; nur Rhein-Main-Liga)
- Augsburg Dirty Slugs (ADS)
- Augsburg Gators (AUG)
- Bad Aibling 89ers (BAI)
- Baldham Boars (BAL; auch 2. Baseball-Bundesliga)
- Bayerische Baseball Academy (BBA; auch 2. Baseball-Bundesliga)
- Bayreuth Braves (BTB)
- Dachau Tigers (DAC)
- Deggendorf Dragons (DEG)
- Eismannsberg Ice Sharks (EIS)
- Erding Mallards (ERD)
- Erlangen White Sox (ERL)
- Franken Rebels (FRR)
- Freising Grizzlies (FRE; auch 2. Baseball-Bundesliga und Softball-Bundesliga)
- Fürth Pirates (FUR)
- Füssen Royal Bavarians (FUS; auch 2. Baseball-Bundesliga)
- Garching Atomics (GAR; auch 2. Baseball-Bundesliga)
- Gauting Indians (GAU; auch 2. Baseball-Bundesliga)
- Gröbenzell Bandits (GRO)
- Gundelfingen Moskitos (GUN)
- Haar Disciples (HAA; auch 1. und 2. Baseball-Bundesliga)
- Hof Frankensteiners (HOF)
- Ingolstadt Schanzer (ING)
- Kronach Royals (KCR)
- Landsberg Crusaders (LLC)
- Laub Raiders (LUR)
- Raiffeisen Wölfe Lauf (LAU)
- Memmelsdorf Barons (MEM)
- Michelbach Angels (MIC)
- München Caribes (MUC; auch 2. Baseball-Bundesliga)
- Munich Marvels (MUL; nur Mixed-Softball)
- Niederlamitz Greens (NLG)
- Passau Beavers (PAS)
- Guggenberger Legionäre Regensburg (REG; auch 1. und 2. Baseball-Bundesliga sowie Softball-Bundesliga)
- Reichertshausen Cardinals (RHC)
- Rosenheim 89ers (ROS)
- Schwaig Red Lions (SRL; auch 2. Baseball-Bundesliga)
- Schweinfurt Giants (SWF)
- Steinheim Red Phantoms (STE)
- Unterwurmbach Red Sox (UWB)

## Bayerische Meister
der letzten Jahre
| Jahr | Bayernliga Baseball                          | Landesliga Baseball                             |
| ---- | -------------------------------------------- | ----------------------------------------------- |
| 2016 | München Caribes 2                            | Kronach Royals                                  |
| 2017 | Augsburg Gators (aufgestiegen)               | Buchbinder Legionäre 3                          |
| 2018 | Baldham Boars (aufgestiegen)                 | Füssen Royal Bavarians                          |
| 2019 | Füssen Royal Bavarians (aufgestiegen)        | Buchbinder Legionäre 5                          |
| 2020 | Schwaig Red Lions                            | Nord: Erlangen White Sox Süd: Gauting Indians 2 |
| 2021 | Laufer Wölfe (Aufsteiger: Garching Atomics)  | SG Rosenheim/Bad Aibling 89ers                  |
| 2022 | Freising Grizzlies (aufgestiegen)            | Erlangen White Sox                              |
| 2023 | Laufer Wölfe (Aufsteiger: Schwaig Red Lions) | Schweinfurt Giants                              |
| 2024 | Gauting Indians 2                            | Memmelsdorf Barons                              |

| Jahr | Bayernliga Softball  | Landesliga Softball      | Fastpitch-Mixed    |
| ---- | -------------------- | ------------------------ | ------------------ |
| 2016 | Augsburg Dirty Slugs | Buchbinder Legionäre 2   | Erlangen White Sox |
| 2017 | Freising Grizzlies 2 | Raiffeisen Wölfe Lauf    | Munich Marvels     |
| 2018 | Freising Grizzlies 2 | Buchbinder Legionäre 3   | Erlangen White Sox |
| 2019 | Haar Disciples       | Raiffeisen Wölfe Lauf    | Erlangen White Sox |
| 2020 | Haar Disciples       | Gröbenzell Bandits       | München Marvels    |
| 2021 | Haar Disciples       | Gröbenzell Bandits       | Erlangen White Sox |
| 2022 | Freising Grizzlies 2 | Guggenberger Legionäre 3 | Erlangen White Sox |
| 2023 | Freising Grizzlies 2 | Guggenberger Legionäre 3 | –                  |
| 2024 | Freising Grizzlies 2 | Guggenberger Legionäre 3 | –                  |